# Großräschen
Großräschen (sorbisk: Rań) er en by i Niederlausitz, i landkreis Oberspreewald-Lausitz i den tyske delstat Brandenburg.

## Geografi
Großräschen ligger syd for Niederlausitzer Landrücken, en sandet landstribe med fyrreskove i den centrale del af Lausitz. Den lille flod Rainitza har sit udspring i engene nord for byen.

### Bydele og landsbyer
- Großräschen Ost (Schmogro)
- Großräschen Süd
- Kunze-Siedlung
- Temposiedlung
- Waldrand Siedlung

Bebyggelser:
- Allmosen
- Barzig
- Freienhufen
- Dörrwalde
- Saalhausen
- Wormlage
- Woschkow